# NordesTV
NordesTV é uma emissora de televisão brasileira sediada em Sobral, cidade do estado do Ceará. Opera no canal 48 (39 UHF digital) e pertence ao Sistema Jangadeiro de Comunicação.

## História

### Antecedentes
A concessão para criação da emissora foi outorgada pelo Ministério das Comunicações em 13 de junho de 2008, ao Sistema Jangadeiro de Comunicação, na cidade de Sobral, Ceará, e 66 dias depois, deliberada pelo Congresso Nacional.
Com a concessão em mãos, o Sistema Jangadeiro de Comunicação começa a negociar a futura afiliação da "TV Norte", como era conhecida a emissora sua fase de implantação. Especulou-se que a mesma poderia tornar-se uma filial da TV Jangadeiro de Fortaleza (também do mesmo grupo), e retransmitir a programação do SBT para interior do estado. Já em 2011, com o anúncio de que a emissora voltaria ao quadro de afiliadas da Band, o grupo negocia com a rede paulista a sua afiliação com o canal.

### SBT (2012–2015)

Logotipo da emissora quando estava afiliada ao SBT, entre 2012 e 2015.

À meia-noite de 2 de abril de 2012, a partir do momento em que a TV Jangadeiro passa a retransmitir o sinal da Band para o estado do Ceará, entra no ar em Sobral, através do canal 48 UHF e pelo canal 13 da NET, a NordesTV, como nova afiliada do SBT, inicialmente com um slide com a logo do canal e o áudio da programação da rede, que transmitia o Programa Silvio Santos. Na capital Fortaleza, o sinal da emissora era provisoriamente exibido pelo canal 20 UHF, que antes da mudança repetia o sinal da Band Natal, até a troca para o canal 27 UHF em 1º de maio, em uma retransmissora cuja concessão pertencia ao SBT Brasília.
Embora tenha entrado no ar já em abril, a inauguração oficial da emissora ocorreu apenas três meses depois, em 5 de julho, durante o aniversário de 239 anos da cidade de Sobral. A solenidade de inauguração da emissora, ocorreu na sede da emissora no Centro de Sobral, onde também funciona a Jangadeiro FM Sobral, e contou com a presença de várias personalidades, como o presidente do Sistema Jangadeiro de Comunicação, Tasso Jereissati e sua esposa Renata Queiroz Jereissati, o bispo da Diocese de Sobral, dom Odelir José Magri, o secretário municipal de Cultura e Turismo, Antônio Campelo Costa, o presidente da Câmara dos Vereadores, João Alberto Adeodato Júnior, o reitor da Universidade Estadual Vale do Acaraú, professor Antônio Colaço Martins, o empresário Assis Machado, além de diretores do SBT e da jornalista Karyn Bravo. Um dia antes, em 4 de julho, foi inaugurada a sucursal da NordesTV em Fortaleza, que era em um contêiner localizado no estacionamento do Shopping Pátio Cocó, no bairro do Cocó, além do lançamento da programação da emissora, que contou com a presença de Marília Gabriela, Celso Portiolli, Karyn Bravo e Lola Melnick, representando a emissora paulista, e do cantor Fagner que fez a apresentação musical.
Em 12 de março de 2013, uma falha nos cabos de fibra óptica da Embratel que levam o sinal da emissora de Sobral para Fortaleza ocasionaram a interrupção da retransmissão do sinal para a capital por dois dias. Neste período, o sinal da NordesTV foi temporariamente substituído pela transmissão de rede via satélite do SBT. Em março de 2015, a sucursal de Fortaleza deixa as instalações do contêiner e passa a ter instalação própria sediada na Avenida Santos Dumont, no bairro Aldeota.
Em 10 de julho de 2015, o diretor do Sistema Jangadeiro de Comunicação, Cyro Thomaz, anunciou que a partir de 1.º de agosto, a NordesTV e a TV Jangadeiro iriam trocar de afiliação, com a NordesTV tornando-se afiliada à Band, e a TV Jangadeiro voltando a ser afiliada ao SBT após três anos. Em 28 de julho, o sinal digital da emissora em Fortaleza, que era transmitido pelo canal 29 UHF (27.1 virtual), foi remanejado para o canal 21 UHF (20.1 virtual), porém, o analógico continuou sendo transmitido pelo 27 UHF até o dia da transição. Na mesma data, canal 20 UHF, que anteriormente retransmitia a programação da Rede 21, passou a retransmitir temporariamente a Rede Bandeirantes, inserindo também um aviso no rodapé informando sobre a mudança.

### Band (2015–2020)
Após o fim da Tela de Sucessos, por volta de 1h10 da madrugada de 1.º de agosto, a emissora exibe um slide informando a retirada do sinal do ar para ajustes técnicos e informando os telespectadores que o SBT, em Fortaleza, passaria a ser retransmitido pelo canal 12 VHF. Pouco depois, o sinal é retirado do ar e o canal 27 UHF é desligado. No canal 20 UHF de Fortaleza, o sinal que retransmitia provisoriamente a Band é retirado do ar às 4h29 e substituído por colorbars. Dois minutos depois, é exibido o novo institucional da emissora, já no novo canal, e em seguida corta para um programa da Igreja Universal do Reino de Deus. O 27 UHF analógico é religado exibindo um aviso informando a mudança de canal da emissora, sendo desativado em definitivo no dia seguinte.
Em 8 de outubro de 2018, diretores da emissora se reúnem com os funcionários e anunciam a demissão de cerca de cinquenta profissionais. Em nota publicada pelo Sindicato dos Jornalistas do Ceará (Sindjorce) e a Federação Nacional dos Jornalistas (FENAJ), a decisão do Sistema Jangadeiro deve-se a descontinuidade do repasse de recursos da Band para a afiliada, situação que vinha acontecendo desde 2016. Foi anunciado também que a emissora encerraria suas atividades em Fortaleza, com expectativa de operar sua programação apenas em Sobral. Com a estreia do Todo Dia na TV, em maio de 2019, a programação local em Fortaleza passou a ser produzida na sede do Sistema Jangadeiro.

### Saída do ar e retorno

Nota oficial sobre o fim da NordesTV publicada nas redes sociais da emissora

Em 2020, o Sistema Jangadeiro decidiu não renovar a afiliação da NordesTV com a Band, e em 27 de maio, foi anunciado pelo Grupo Bandeirantes de Comunicação que seria lançada, em 1.º de junho, a Band Ceará, emissora própria que ocupou o canal de Fortaleza e que teria como geradora o canal 27 UHF de São José de Ribamar, no Maranhão, que era usado pela Band Maranhão. No dia 29, a NordesTV, por meio de suas redes sociais, comunicou que encerraria suas operações em definitivo.
Na madrugada de 31 de maio para 1.º de junho, enquanto exibia a programação da Band, o canal da emissora em Sobral passou a retransmitir a programação da TV Jangadeiro. Em Fortaleza, a Band Ceará entrou no ar por volta de 1h15, após o canal 21D UHF ter ficado fora do ar.
Em 4 de abril de 2024, a emissora volta ao ar em sua frequência original nos canais 27.1 em Fortaleza e 48.1 em Sobral, mas ainda em fase de testes, retransmitindo os programas Brasil Agora e Poder Expresso do canal SBT News, estação virtual vinculada ao SBT. A NordesTV também pretende exibir mais programas da rede em um acordo de sublicenciamento.

## Sinal digital
Em Sobral, a emissora iniciou suas transmissões digitais em 22 de setembro de 2014, pelo canal 39 UHF, se tornando a primeira emissora do município a transmitir com a nova tecnologia. A primeira transmissão em alta definição da emissora foi o debate eleitoral com os candidatos a governador do Ceará em 26 de setembro. Em 22 de agosto de 2016, passou a exibir sua programação local em alta definição.
Em Fortaleza, o sinal digital da emissora entrou no ar em 23 de abril de 2015, pelo canal 29 UHF, porém apenas retransmitindo o sinal analógico da NordesTV exibido pelo 27 UHF. Apenas em junho, o sinal vindo de Sobral passou a ser em alta definição. Com a mudança de afiliação da NordesTV para a Band, o sinal digital na capital foi remanejado para o canal 21 UHF em 28 de julho. Na tarde de 31 de agosto, o sinal é temporariamente substituído pela Rede Bandeirantes, saindo do ar pela madrugada e retornando com a troca de afiliação já efetivada.
Transição para o sinal digital
Com base no decreto federal de transição das emissoras de TV brasileiras do sinal analógico para o digital, a NordesTV, bem como as outras emissoras de Sobral, cessou suas transmissões pelo canal 48 UHF em 31 de outubro de 2018, seguindo o cronograma oficial da ANATEL.

## Programas

### Jornalismo
O primeiro programa jornalístico da emissora foi o NordesTV Notícias, apresentado por Lucas Mendes, que estreou em maio de 2012. Posteriormente, passou a ser apresentado por Marcos Mesquita. Em 24 de setembro, com a reformulação da programação do canal, o telejornal também passou a ser ancorado por Delane Ratts, de Fortaleza, com entradas de Marcos Mesquita apresentando da sucursal da emissora. No mesmo dia, também estreou o programa policial Olho no Olho, apresentado por Katiúzia Rios. Em setembro de 2013, Katiúzia Rios deixa a emissora, e em seu lugar ficou o radialista Luís Siqueira.
Em 26 de setembro de 2014, a emissora transmitiu seu primeiro debate eleitoral com os candidatos ao Governo do Estado do Ceará, realizado no Teatro São João, em Sobral, cuja mediação foi feita pela jornalista Simone Queiroz.
Em março de 2015, com a nova programação da emissora, o Olho no Olho deixa a grade no dia 6. No dia 9, o NordesTV Notícias é reformulado e ganha novos cenários, e passa também a ser exibido em novo horário, ao meio-dia e meia, com a apresentação de Clarissa Capistrano.
Com a troca de afiliação entre a emissora e a TV Jangadeiro, foi anunciado que a equipe do Jangadeiro Esporte Clube (que seria extinto na emissora de Fortaleza), formada por Jussiê Cunha, Caio Costa e Ana Cláudia Andrade, migraria para a NordesTV. Com isso, em 3 de agosto, a emissora estreou o Jogo Aberto Local, versão estadual do programa esportivo exibido na Band. Em 19 de outubro, Delane Ratts retorna ao comando do NordesTV Notícias.
Em 8 de outubro de 2018, com o anúncio da demissão dos profissionais do jornalismo da NordesTV, é ocasionado o encerramento das produções do gênero na emissora.

### Entretenimento
Em setembro de 2012, com a nova programação da emissora, surgiu o Pode Contar, cuja estreia ocorreu dia 24, apresentado por Maísa Vasconcellos, e que mesclava jornalismo e entretenimento. Também estrearam os programas Um Luxxo, Reza Comigo, Corpo Estilo & Vida e Forró Nordeste.
Em fevereiro de 2014, Andressa Meireles passa a apresentar o Pode Contar no lugar de Maísa Vasconcellos. No mesmo ano, estreia também o programa independente Na Cozinha com o Chef, apresentado por Wellington Almeida da TV Jornal.
Com a estreia da nova programação da emissora em março de 2015, os programas Um Luxxo, Forró Nordeste e o independente Almoço de Estrelas deixam a grade da emissora. Em 9 de março, o Pode Contar passa a ser apresentado por Nilson Fagata e Thaís Machado, além de ganhar um novo cenário. Em 14 de março, estreia o humorístico Keké Isso na TV, programa baseado no canal homônimo do YouTube que já era exibido pela TV Jornal.
Em 18 de julho, Nilson Fagata retorna para a TV Jangadeiro, deixando o comando do Pode Contar para Thaís Machado. Com a troca de afiliação entre a NordesTV e a TV Jangadeiro, os programas Na Cozinha com o Chef e Keké Isso na TV migram para a emissora de Fortaleza, sendo apresentados pela última vez em 31 de julho.
Em 9 de janeiro de 2016, estreou o programa de variedades É Hoje, apresentado por Regininha Duarte aos sábados pela manhã. Com a campanha eleitoral, em junho, a mesma foi substituída por Charles Feijó. Com a estreia das transmissões em alta definição, em agosto, Catharina Maia passa a apresentar o Pode Contar junto com Thaís Machado. Em dezembro, Thaís deixa a NordesTV e o programa passa a ser comandado somente por Catharina.
Em 9 de janeiro de 2017, com as mudanças na programação da NordesTV, o Pode Contar voltou a ser exibido no horário matutino. No mesmo dia, estreia o programa Uplay, baseado no canal homônimo da YouTube, que foi exibido pela TV União até 2015.